# 미하일 플레트뇨프
미하일 바실리예비치 플레트뇨프(러시아어: Михаи́л Васи́льевич Плетнёв, 1957년 4월 14일 ~ )은 러시아의 피아니스트, 지휘자, 작곡가이다.
플레트뇨프는 당시 소련의 일부였던 아르한겔스크의 음악가 집안에서 태어났다. 그의 아버지는 바얀을 연주하고 가르쳤고 그의 어머니는 피아니스트였다. 13세에 모스크바 중앙 음악 학교에 입학하여 Evgeny Timakin를 사사했다. 1974년 모스크바 음악원에 입학하여 야코프 플리에르와 레프 블라센코 밑에서 공부했다. 21세의 나이로  1978년 제6회 차이콥스키 콩쿠르에서 금메달을 획득하여 국제적 인정을 받았고 전 세계적으로 큰 주목을 받았다.  이듬해 그는 미국에서 데뷔했다. 그는 또한 모스크바 음악원에서 가르쳤다. 플레트뇨프는 세르게이 라흐마니노프가 음악가로서 그에게 특히 주목할만한 영향을 미쳤음을 인정했다.
1988년, 워싱턴 DC에서 열린 초강대국 회의에서 공연하도록 초청받았고 미하일 고르바초프를 만나 친구가 되었다. 이러한 우정을 바탕으로 2년 후인 1990년에는 러시아 국립오케스트라( 1917년 이래 러시아 최초의 비정부 지원 오케스트라)를 창단할 수 있는 지원을 얻었고 최초의 상임지휘자가 되었다.  그는 1990년대 후반에 상임지휘자 자리에서 물러났지만 오케스트라의 예술 감독으로 남았다. 그는 2008년부터 2010년까지 스위스 루가노의 Orchestra della Svizzera Italiana 의 수석 객원 지휘자였다.